# Bendhecker Straße 64 (Mönchengladbach)

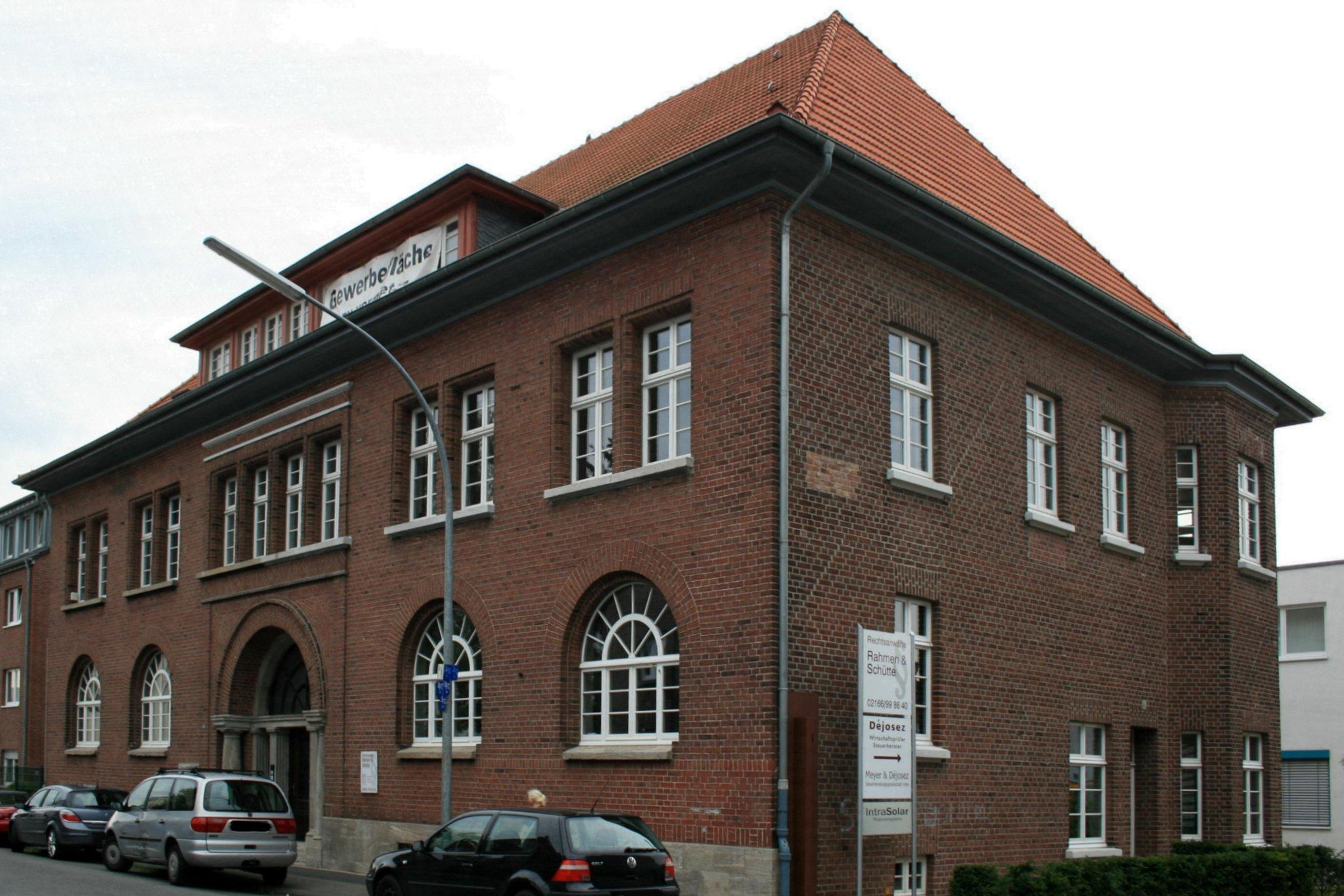
Geschäftshaus (2010)

Das Geschäftshaus Bleichstraße 8 steht im Stadtteil Rheydt in Mönchengladbach (Nordrhein-Westfalen).
Das Haus wurde in den 1930er Jahren erbaut. Es ist unter Nr. B 16 am 15. Juli 2002 in die Denkmalliste der Stadt Mönchengladbach eingetragen worden.

## Architektur
Das Objekt steht im Rheydter Osten als zweigeschossiges, fünfachsiges Ziegelsteingebäude über Muschelkalksockel und unter rot eingedecktem Tonziegeldach. Mittelaxial im Erdgeschoss eine mächtige, von einem Rundbogen mit flankierender Stellung äußerer Säulen und innen angeordneter Doppelstellung kannelierter Pfeiler betonte, dreiteilige Eingangszone unter architravierter Verdachung in einer abgetreppten Laibung mit original erhaltener Tür und drei über die gesamte Breite laufenden Treppenstufen aus Naturstein. Beidseitig davon je zwei Rundbogenfenster mit Sohlbänken aus Muschelkalk.
Im Obergeschoss über der Eingangszone in dem risalitartig leicht vorgezogenen Mittelteil mit ornamental vermauerten Ziegelsteinen vier durch eine durchlaufende Sohlbank aus Muschelkalk und eine Gesimsverdachung aus Ziegelsteinen zusammengefasste Hochrechteckfenster. Über den Rundbogenfenstern des Erdgeschosses sind im Obergeschoss je zwei gekoppelte Hochrechteckfenster in profilierten Nischen angeordnet. Alle Fenster besitzen Sohlbänke aus Muschelkalk. Das Dach bildet einen deutlichen Dachüberstand und leitet durch Aufschieblinge in die mächtige, geschlossene Dachfläche über, die über der mittelaxialen Eingangszone lediglich durch eine Gaube mit acht Hochrechteckfenstern unter einer walmdachartigen Eindeckung dominiert wird. Unter den Rundbogenfenstern sind im Kellergeschoss analog der Fensterteilung des Obergeschosses je zwei liegende Rechteckfenster zusammengefasst und mit einer senkrecht angeordneten Vergitterung gesichert.
Die Giebelseiten zeigen bis zu vier Fenster je Geschoss und zusätzlich eine kleine Satteldachgaube auf dem östlichen Walmdach. An der Südwestseite zum Hof hin ist ein erkerartiger, zweigeschossiger Eckvorbau eingeschoben, der im Obergeschoss auf der Südseite eine Ergänzung in einem erkerartigen Vorbau findet. Das Innere des Gebäudes ist weitgehend original erhalten, insbesondere in der kompletten Grundrissdisposition und der Anlage des repräsentativ gestalteten Treppenhauses mit Holztreppe, schmiedeeisernem Geländer und Holzhandlauf bis in das Dachgeschoss. Darüber befindet sich als Abschluss eine verglaste Staubdecke.